# Elefantkyrkogården (metafor)
Elefantkyrkogård är en metafor som i överförd bemärkelse används för att beskriva arbetsplatser dit oönskade offentligt anställda chefer omplaceras. Det impliceras då att de hamnar på anonyma och undanskymda poster efter att tidigare innehaft mer attraktiva tjänster. "Dessa omplacerade topptjänstemän får bland annat ansvara för olika utredningar eller på annat sätt bistå med sin specialkunskap."

## Sverige
I Sverige har placeringar på regeringskansliets elefantkyrkogård uppmärksammats då avsatta generaldirektörer med tid kvar på sitt förordnande har placerats där i mellan enstaka månader och mer än fem år.